# Ernst Kutzer (Komponist)
Ernst Ludwig Kutzer (* 9. März 1918 in München; † 14. Oktober 2008 in Pentling) war ein deutscher Komponist und Musikpädagoge.

## Leben
Im Alter von einem Jahr übersiedelte Ernst Kutzer 1919 mit seinen Eltern in deren Heimat nach Thanhausen bei Bärnau im Oberpfälzer Stiftland. Kutzer wuchs in einem musikalischen Elternhaus auf. Nach dem Besuch des Lehrerseminars in Amberg (heute Max-Reger-Gymnasium Amberg) studierte er, in Unterbrechung des Kriegsdienstes, 1941/42 Komposition bei Joseph Haas an der Münchner Musikhochschule. Bei Hermann Wolfgang von Waltershausen (1882–1954) setzte er dort 1946–48 seine Ausbildung fort und legte 1949 sein Examen mit dem Hauptfach Katholische Kirchenmusik ab.
Von 1945 bis 1980 war er im Schuldienst tätig: in Hohenthan bei Bärnau, Mitterteich, Stein bei Tirschenreuth und zuletzt als Rektor der Grundschule Bad Abbach. 1949–54 leitete er den Kammermusikkreis Waldsassen, 1980–83 war er Dozent für Harmonielehre an der Kirchenmusikschule (heute Hochschule für katholische Kirchenmusik und Musikpädagogik) in Regensburg.
Ernst Kutzer lebte seit 1966 in Pentling.

## Auszeichnungen
- 1958: Kompositionspreis der „Hibernia“ (Herne)
- 1962: Nordgau-Kulturpreis der Stadt Amberg
- 1967: Valentin-Becker-Preis der Stadt Bad Brückenau (für Chorkompositionen)
- 1971: Kompositionspreis des BDKJ, Diözese Regensburg
- 1973: Kulturpreis Ostbayern
- 1988: Würdigung durch den Ostbayerischen Tonkünstlerverband
- 1993: Bundesverdienstkreuz am Bande
- 2003: Ehrenmedaille der Stadt Bärnau
- 2008: Johann-Andreas-Schmeller-Medaille in Gold

## Kompositionen
Ernst Kutzer schrieb Orchesterwerke, Kammermusik, Kantaten, Messen und Motetten, eine Oper, ein Musical und über 250 Sololieder mit verschiedenen Begleitinstrumenten (Klavier, Harfe, Orgel, Gitarre, Violoncello, Streichquartett). Seine Jägerkantate erlebte Hunderte von Aufführungen, sein Bayrisch durchs Jahr nach Texten von Helmut Zöpfl etwa 40 Aufführungen. Kutzers Vokalwerke stehen auf dem Boden der Tonalität; instrumental arbeitete er zwischen 1972 und 1983 auch im Bereich der Zwölftonmusik.

### Vokalkompositionen
- Messe „Benedictus es Domine“ op. 3 (1951?)
- Messe in C (1951?)
- Maienkantate op. 16 nach Volksliedern
- Jägerkantate op. 19 nach Volksliedern, für Tenor, Bass, Männerchor und kleines Orchester (oder Klavier)
- Bayrisch durchs Jahr op. 99 (1978) für Tenor, Bass, Sprecher, Männerchor und Orchester. Texte: Helmut Zöpfl

1. Intrade (Orchester) – 2. Und as Jahr is so jung (Chor) – 3. Gfrei di daß blüaht (Bass, Chor) – 4. Lang war der Tag (Chor) – 5. Um de Zeit lieg i gern im Gras (Tenor) – 6. No hängt der Baum (Chor) – 7. Lang war der Sommer (Bass, Chor) – 8. Der Sommer is umma (Tenor, Bass, Chor) – 9. Über de Stoppeln (Chor) – 10. Bleib bei mir (Tenor) – 11. De Luft schmeckt nach verwelkter Sonna (Tenor, Bass, Chor) – 12. De Flockn falln (Bass) – 13. ’sJahr is müad (Chor) – 14. Spürst, wia se alls mit Lebn wieder fuit (Tenor, Bass, Chor)
Orchester: 1.0.2.0 – 1.2.0.0 – Schlagzeug[1-3] – Streicher
- Psalmentriptychon (op. 102)
- Lieder der Sehnsucht op. 128. Texte: Franz Xaver Staudigl. UA 1997 Beratzhausen (Zehentstadel)

1. Sehnsuchtsvoller Brief – 2. Ich weiß – 3. Gedanken in der Nacht – 4. Du bist verreist
- Böhmische Reise (1991). Liederzyklus. Texte: Ernst R. Hauschka
- Lob des Weines op. 140 (1997). 7 Lieder für tiefe Männerstimme und Klavier. Texte: Georg Britting. UA 4. Oktober 1997 Regensburg (Weinschenk-Villa)

1. Vorm Wirtshaus, an der Eisenstang („Das ist mein alter Kinderpfad“) – 2. Allein beim Wein („Wie im Glas der gelbe Wein“) – 3. Vor dem Gewitter („Der Nußbaum glänzt mit allen tausend Blättern“) – 4. Der Forellenfischer („Der Donner hat geknallt“) – 5. Das Windlicht („Im Garten / Zur schwarzen Mitternacht“) – 6. Ernüchterung („Dein Herz ist klug genug, es zu wissen“) – 7. Herbstgefühl („Tiefblaue Trauben hängt der Herbst vors Haus“)
- - Fassung mit Orchesterbegleitung op. 140a
- Lieder nach Gedichten von Joseph von Eichendorff, Nikolaus Lenau, Christian Morgenstern, Ricarda Huch

### Bühnenwerke
- D’Woidrumpl (1987). Oper. Libretto: Christine Fuchs-Gumppenberg. UA (konzertant) 1993 Regensburg (Neuhaussaal)
- Papa Bernd und die Angsthasen. Musical

### Orchesterwerke
- Swing-Arrangements für Big Band (Ende der 1930er Jahre, verloren)
- Sankt-Emmerams-Ruf. Intrada für 16 Bläser und Pauken. UA 1971 Regensburg
- Rhapsodische Suite op. 118a (1995). UA Regensburg (Symphonisches Blasorchester Regensburg, Dirigent: Wolfgang Graef)

### Klavier- und Kammermusik
- Drei Klavierstücke op. 1 (1947)

1. Capriccio – 2. Romanze – 3. Bagatelle
- Zehn Bagatellen für Klavier op. 20
- Bläserquintett Nr. 1 op. 100
- Klaviertrio op. 101 (1977)
- Sonate für Viola und Klavier op. 108 (1981)
- Weinschenk-Suite op. 115 (1986). UA 1986 Regensburg (Weinschenk-Villa)
- Rondo für Klarinette und Klavier (1991)
- Streichquartett op. 142 (2002)